# Sopianae (ókori város)
Sopianae (kiejtése "szopiáné", nem pedig "szofiáné", ugyanis csak a "ph" betűkapcsolat ejtése "f" a latinban, az elterjedt ejtésbeli hibát a Sophia névhez való hasonlóság okozza) római település Pannonia középső részén, a mai Pécs területén. A város a 4. században tartományi székhely volt. Ókeresztény sírkamrái 2000-ben felkerültek az UNESCO Világörökségi listájára.

## Nevének eredete
Sopianae nevében a kelta sop szótő fedezhető fel, mely mocsarat jelent. Az elnevezés utalhat a város mélyebben fekvő részeire vagy a közelben található Dráva-menti mocsarakra.

## Fekvése
A város a Mecsek déli lejtőin, fontos kereskedelmi útvonalak mentén, a mai Pécs belvárosa alatt, annak déli-délnyugati részén helyezkedett el. Egyik útvonal a délkeleti Sirmium felől érkező, Savaria felé tartó birodalmi főút, a másik pedig a provincia székhelye, Aquincum felé tartó út volt. Ezek az utak kevésbé maradtak fenn, mint Pannónia nyugati területeinek úthálózata (főleg a Borostyánút), de nyomvonaluk egyes szakaszai ismertek. 
Pannónia felosztásakor (2. század eleje) Sopianae Pannonia Inferior része lett. A 4. század elején a tartomány további felosztása részre osztott Pannonia egyik részének székhelyeként a 4. században során Pannonia Valeria provincia központja lett, mivel itt volt a polgári helytartó székhelye.

## Története
A város nevét mindössze két írásos forrás (az Itinerarium Antonini és Ammianus Marcellinus történetíró munkája) említi, így történetéről főleg a régészeti leletek nyújtanak - ma is elég hiányos - információkat. Sopianae területén a római hódítás előtt illír (andizétek) és kelta (hercuniates) törzsek éltek. A legkorábbi, megtelepedésre utaló leletek az 1. századból kerültek elő. 
A város alapítása feltehetően a 2. század elején, Hadrianus uralkodása alatt történt. Nem bizonyított, hogy ez előtt létezett-e itt katonai tábor, mint sok más pannóniai város esetében. A legtöbb előkerült felirat a 2-3. századból való. Ezekből azonban nem lehet kideríteni a város rangját (oppidum, municipium vagy colonia), így politikai-gazdasági szerepe sem ismert. A legvalószínűbb elképzelés, hogy Sopianae a 2. század folyamán municipiumi rangot kapott. A markomann háborúk időszaka előttről főleg alacsonyabb színvonalú épületek nyomai (cölöplyukak, kemencék) kerültek elő, a háborúk pusztításai után a megmaradt épületeket is visszabontották és újjáépítették. A Severus korban viszont már városias jellegű települést feltételezhetünk.
260 körül újabb pusztítás érte a várost. Sopianaenae fénykora a 4. században volt, amikor Pannonia Valeria tartományi polgári székhelyévé tették (a katonai székhely maradt Aquincumban), 400 x 400 méteres belterületét fallal vették körül. A korábbi település városiasodottságát nem ismerjük, ekkor viszont nagy építkezések zajlottak, így Sopianae nemcsak közigazgatási, hanem gazdasági, kulturális és vallási központtá is vált.
A város pusztulását a 4. század végétől egyre gyakoribbá váló barbár betörések okozták. A népvándorlás idején feltehetően még maradt lakosság az egykori virágzó város helyén azonban csak fából épült falu lehetett. Megmaradt kőépületeit a Mecsekből lezúduló áradások vastag üledékréteggel fedték be, így megőrizve azokat a később régészeti feltárásnak.

## Leírása

### A Forum és környéke

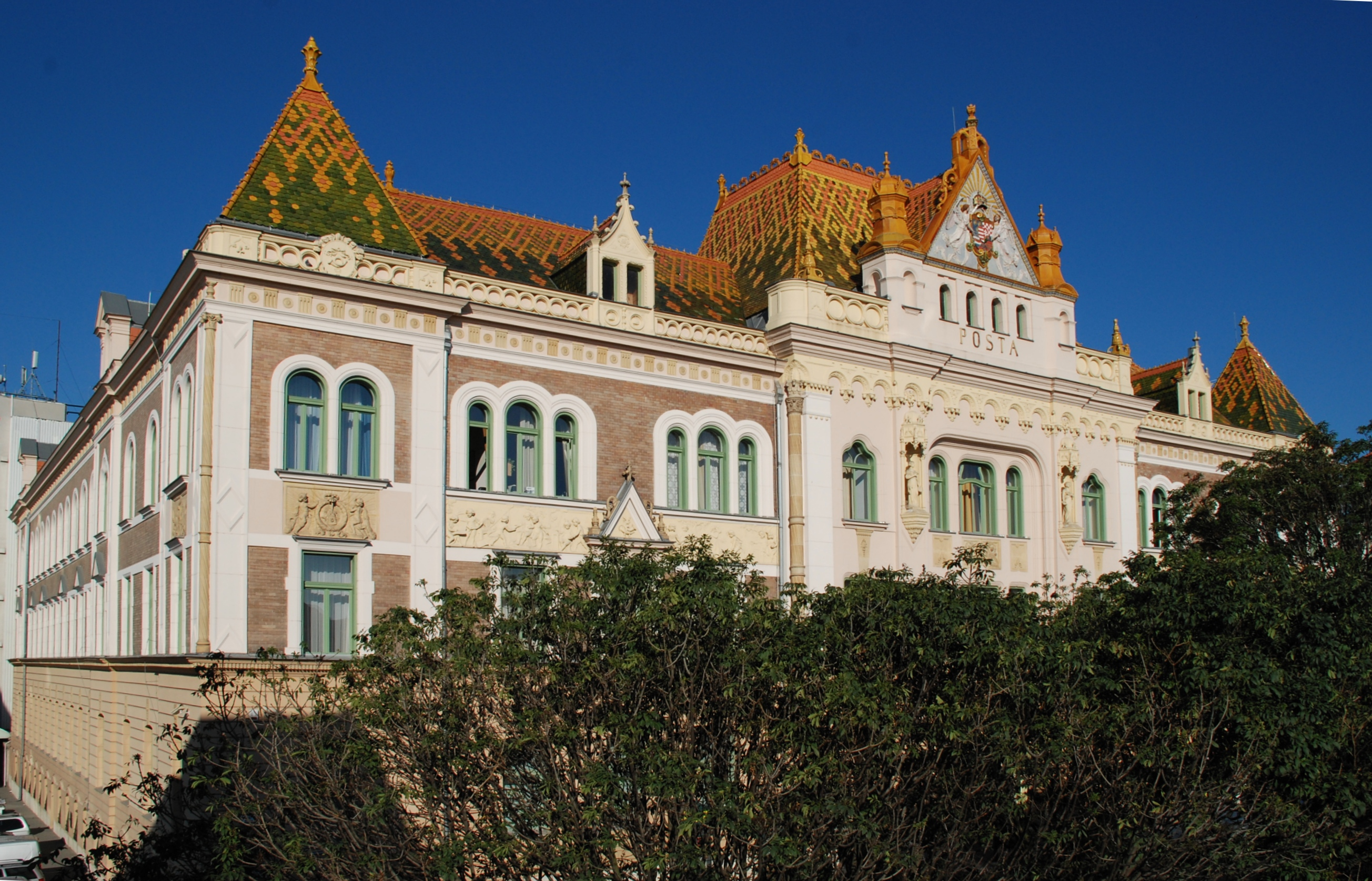
A mai Postapalota helyén állt a Sopianae foruma

Mivel a város teljes területe a modern Pécs alatt fekszik, régészeti kutatása csak későn indult meg és napjainkban is csak korlátozottan (pl. építkezésekkor) lehetséges. Feltehetően a mai Postapalota épülete helyén volt a város főtere, a Forum. Itt állt a 4. században a jelentős méretű helytartói palota. A tértől nyugatra egy közfürdő, keletre pedig az elöljáró számára szolgálatokat teljesítő beneficariusok (tkp. altisztek) állomása helyezkedett el.
Constantinus uralkodása idején épült a Forum déli oldalán elhelyezkedő basilica (vásárcsarnok és törvényház). A háromhajós épület külső méretei impozánsak: hossza 55,6 méter, szélessége 27,7 méter. A régészeti kutatás során azt is sikerült megállapítani, hogy az épület a 340-es években leégett és elpusztult. Helyén később egy mezőgazdasági terményeket tároló épület (horreum) épült. Ennek helyén 370-390 körül egy újabb nagy középület, valószínűleg a város ókeresztény bazilikája épült fel. A 430-as évekből viszont ismét faházas beépítettségre utaló nyomok (cölöplyukak) ismertek, vagyis ez már a város hanyatló időszaka. Ekkor már talán nem is rómaiak, hanem betelepülő barbár népek lakták.

### Egyéb építmények
A Forumtól távolabb, a mai Sopianae téren városi házak és egy öt apszisos fürdőépület maradványai kerültek elő. 4. századra tehető városfalát a mai Citrom utca keleti részén találták meg. A város úthálózata az egymást derékszögben metsző kelet-nyugati és észak-déli főútvonalakhoz igazodott. Az ivóvíz-ellátást a Mecsek felől érkező vízvezeték biztosította, sőt a szennyvizet elvezető csatornahálózat egy részét is sikerült feltárni.

### Temető

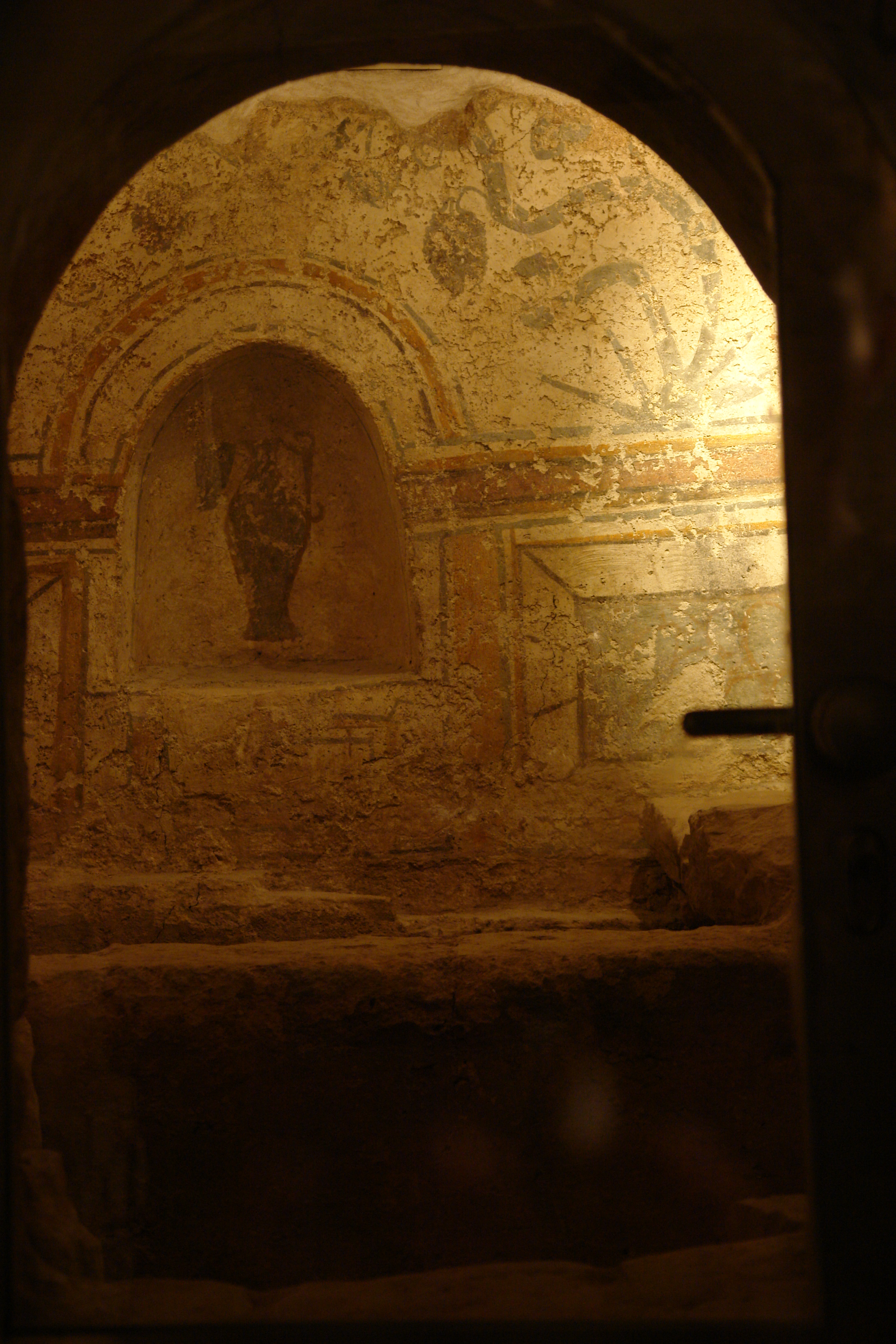
A Korsós sírkamra

Constantinus uralkodása idején, a kereszténység vallásszabadságának kinyilvánítása után, 320 körül épült Sopianae első keresztény temetője. A várostól északra elhelyezkedő temetőből mintegy hatszáz, főleg 4. századi sír ismert. A gazdag leletek egy virágzó, jelentős keresztény közösséggel rendelkező településről árulkodnak. Valószínűleg Sopianae püspöki székhely is volt ebben az időben. A mai bazilika előterében 19 darab egy-, három-, hét- és nyolc apszissal rendelkező sírkápolnát tártak fel. Az alattuk található sírkamrák freskói bibliai jeleneteket ábrázolnak. Egyes kápolnák még a népvándorlás korában (8-9. századi leletek) is használatban voltak. Pécs középkori latin neve (Quinque Basisilcae/Ecclesiae - Öt Templom) is ezek késői fennmaradására utal. A Szent István által alapított püspökség is az egyik, még 1000 után is fennmaradt kápolnára települhetett.